# Prince of Persia: The Two Thrones
Prince of Persia: The Two Thrones este un joc video de acțiune-aventură dezvoltat și publicat de Ubisoft. Lansat inițial în 2005, jocul este a treia parte din trilogia "The Sands of Time" și continuă povestea din "Prince of Persia: Warrior Within". Jocul a fost lansat pe multiple platforme, inclusiv PlayStation 2, Xbox, GameCube, Microsoft Windows și, ulterior, pe PlayStation 3 în cadrul unei colecții HD.

## Povestea

### Context și Fundal
Povestea începe după evenimentele din "Warrior Within". Prințul se întoarce în orașul său natal, Babilon, alături de Kaileena, Împărăteasa Timpului, crezând că în sfârșit va avea parte de pace. Însă, la sosirea lor, găsesc orașul în ruine, sub atacul unei forțe necunoscute. Kaileena este capturată și ucisă, eliberând din nou Nisipurile Timpului, care îl transformă pe Prinț într-o variantă întunecată și periculoasă a sa, cunoscută ca "Dark Prince".

### Dezvoltarea Poveștii
Pe măsură ce Prințul navighează prin Babilon, el trebuie să facă față atât inamicilor externi cât și propriei sale laturi întunecate. Jocul introduce un narator dublu: Prințul și Dark Prince, care oferă perspective diferite asupra evenimentelor. Pe parcurs, Prințul încearcă să oprească Vizirul, principalul antagonist, care plănuiește să folosească puterea Nisipurilor pentru a deveni un zeu.
Prințul trebuie să-l înfrunte pe Vizir, să salveze orașul și să își accepte destinul, reconciliindu-se cu greșelile trecutului. Povestea explorează teme de sacrificiu, identitate și lupta interioară dintre bine și rău.

## Gameplay

### Mecanici de Joc
"Prince of Persia: The Two Thrones" combină elemente de platforming, luptă și puzzle-uri. Jocul păstrează stilul de acțiune acrobatică specific seriei, dar introduce și noi mecanici, precum "Speed Kill", care permite Prințului să elimine inamicii rapid și eficient, folosind elemente de stealth.

### Dualitatea Prințului
Una dintre inovațiile principale ale jocului este dualitatea personajului principal. Pe lângă Prințul tradițional, jucătorii controlează și Dark Prince, care are un stil de luptă diferit și abilități unice, cum ar fi utilizarea lanțului "Daggertail" pentru a naviga și a ataca.

### Structura Nivelurilor
Nivelele sunt structurate într-un mod non-linear, permițând jucătorilor să exploreze diversele locații din Babilon. Puzzle-urile sunt integrate în mediul de joc și necesită utilizarea abilităților acrobatice și a puterilor Nisipurilor Timpului pentru a fi rezolvate.

## Dezvoltare și Lansare

### Istoricul Dezvoltării
Jocul a fost dezvoltat de Ubisoft Montreal, echipa fiind formată din membri care au lucrat și la titlurile anterioare din serie. Dezvoltatorii au dorit să creeze un final epic pentru trilogie, aducând elemente noi și îmbunătățind aspectele apreciate de fani în jocurile anterioare.

### Lansarea și Recepția Critică
"Prince of Persia: The Two Thrones" a fost lansat în decembrie 2005 și a fost bine primit de critici și jucători. Jocul a fost lăudat pentru povestea sa captivantă, gameplay-ul inovator și designul vizual. Criticii au apreciat, de asemenea, modul în care jocul a reușit să îmbine acțiunea și puzzle-urile într-un mod fluid.

## Moștenirea și Impactul
"Prince of Persia: The Two Thrones" este considerat unul dintre cele mai bune jocuri din serie și un exemplu excelent de joc de acțiune-aventură. Succesul său a contribuit la popularitatea continuă a francizei și a influențat numeroase jocuri ulterioare în genul acțiune-aventură.
Titlul rămâne un joc emblematic datorită combinației sale de poveste captivantă, gameplay inovator și design vizual impresionant. Ca încheiere a trilogiei "The Sands of Time", jocul oferă o experiență memorabilă, care continuă să fie apreciată de fani și critici deopotrivă.